# 岡山平野

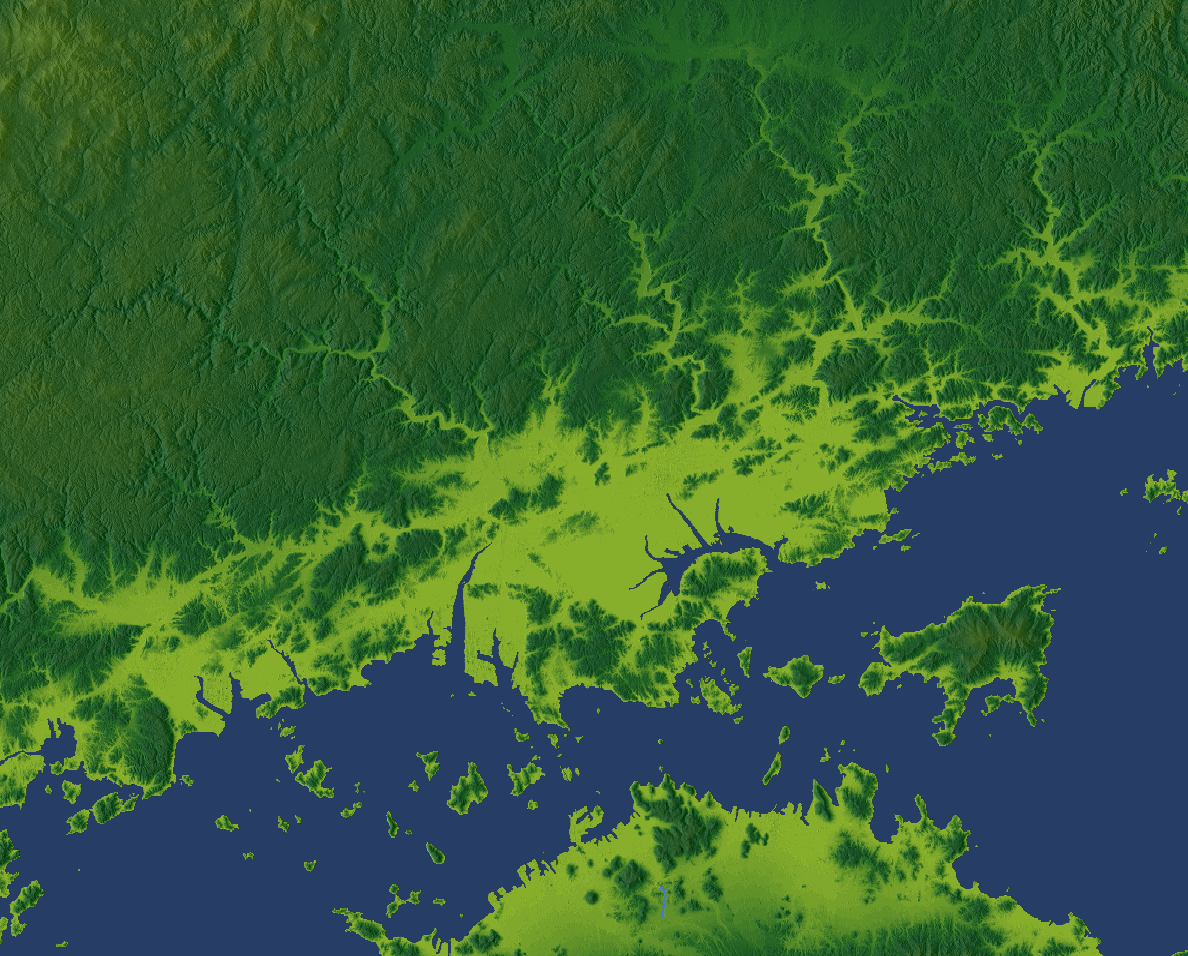
岡山平野の段彩図

岡山平野（おかやまへいや）とは、岡山県南部にかけて広がり、瀬戸内海に面した平野である（#構成参照）。地質学的には高梁川、旭川、吉井川などの河川によって形成された沖積平野と新田開発による干拓地である。

## 概要
岡山平野は岡山三大河川と呼ばれる高梁川（岡山県西部）、旭川（中央部）、吉井川（東部）を中心に、笹ヶ瀬川、砂川、足守川等の河川の運搬・堆積作用により形成された典型的な沖積平野である。地質は、中生代の花崗岩類を基盤として数十mの第四紀堆積物が分布している一方、海岸部や干拓地には軟弱な沖積層が分布している。 
古代、現在の岡山県南部は「吉備の穴海」と呼ばれていたほど、瀬戸内海が広く湾入していたが、度重なる洪水により次第に土砂が堆積し、さらに中世から近代にかけて大規模な干拓事業による新田開発が行われ、海に浮かんでいた島々は平野の中の小高い山へと姿を変えた。また、現在の児島半島は「児島」と呼ばれる島であったが、16世紀から17世紀頃に前述の干拓により陸繋島となり、児島湾が形成された。現在の岡山平野の耕地面積約2万5000haのうち、約2万haが干拓によるものである。

## 歴史

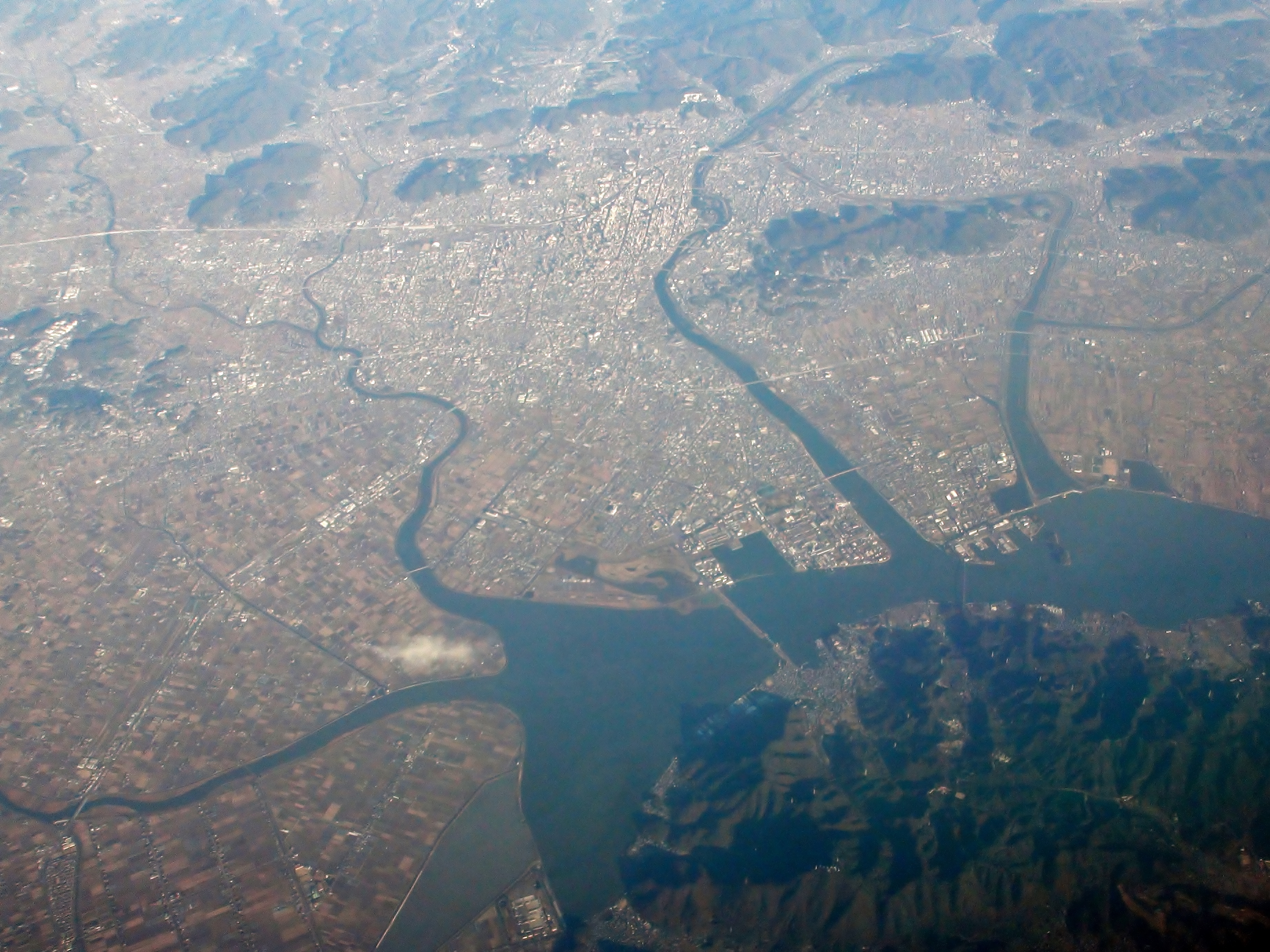
空から見た岡山平野。児島湾に左から鴨川、倉敷川、笹ヶ瀬川、旭川、百間川が流れ込んでいるのが確認できる。

現在の岡山市や倉敷市、総社市をはじめとした各地に弥生時代の住居跡や水田跡、造山古墳や作山古墳、両宮山古墳といった大規模な古墳などが存在していることから、古代より岡山平野（ただし当時は前述の通り海域だったため、実際は島嶼部や沿岸地域だった）には人々が居住していたことがうかがえる。
また、中世には岡山市付近に大安寺荘や鹿田荘等の荘園が存在し、開発が行われていた。特に平安時代、鹿田荘は藤原氏の殿下渡領の1つであった。この頃の岡山平野の中心地は備前福岡（瀬戸内市）であり、連日市が立って賑わいをみせていたとみられる。
近世には1584年（天正12年）からその翌年にかけて岡山城（石山城）主の宇喜多秀家によって現在の早島町付近が開墾され、「宇喜多堤」が築造された。1620年代以降は備中松山藩による児島湾西岸の藤戸・天城・加須山（倉敷市）等の干拓を皮切りに、児島湾北岸の御野郡・上道郡で小規模な干拓が開始された。1640年代以降、財政難に見舞われていた岡山藩の石高増強策として大規模な新田開発が展開された。3代藩主池田光政に仕えていた津田永忠の指揮の下、幸島新田（岡山市東区）、沖新田（岡山市中区・東区）が開発され、1820年代には興除新田（岡山市南区・倉敷市）などが開発された。干拓地には領内出身を中心とした農民を入植させ、土地改良および塩害防止のため「堀田」と呼ばれる特殊な耕作形態がとられた。岡山藩の石高は31万5200石であったが、1854年（宝永8年）時点で12万1696石の収穫増加を達成した。この時代までに岡山平野には備前国の城下町として岡山が、備中国の物資の集散地として、また幕府の天領として倉敷が中心地となった。岡山城下は宇喜多秀家による旭川の付け替え、たたら製鉄に伴う「鉄穴流し」、樹木の伐採などの要因によって河床の上昇が続き、たびたび洪水に見舞われた。
明治時代には士族授産事業として干拓が計画され、内務省御雇いのオランダ人技師ローウェンホルスト・ムルデルが計画をまとめた「児島湾開墾復命書」を作成し、大阪の藤田財閥の長である藤田伝三郎が出資して藤田組が干拓を実施した。この時に、児島湾西岸の一区・二区干拓地（岡山市南区藤田・灘崎地区）が造成された。第二次世界大戦後の農地解放に伴って干拓の事業主体が農林省に変更され、1955年（昭和30年）に三区・五区干拓地が、1963年（昭和38年）に七区干拓地（岡山市南区灘崎地区）が完成した。近世以来の干拓面積は248平方キロメートルにも及んでいる。

## 現状

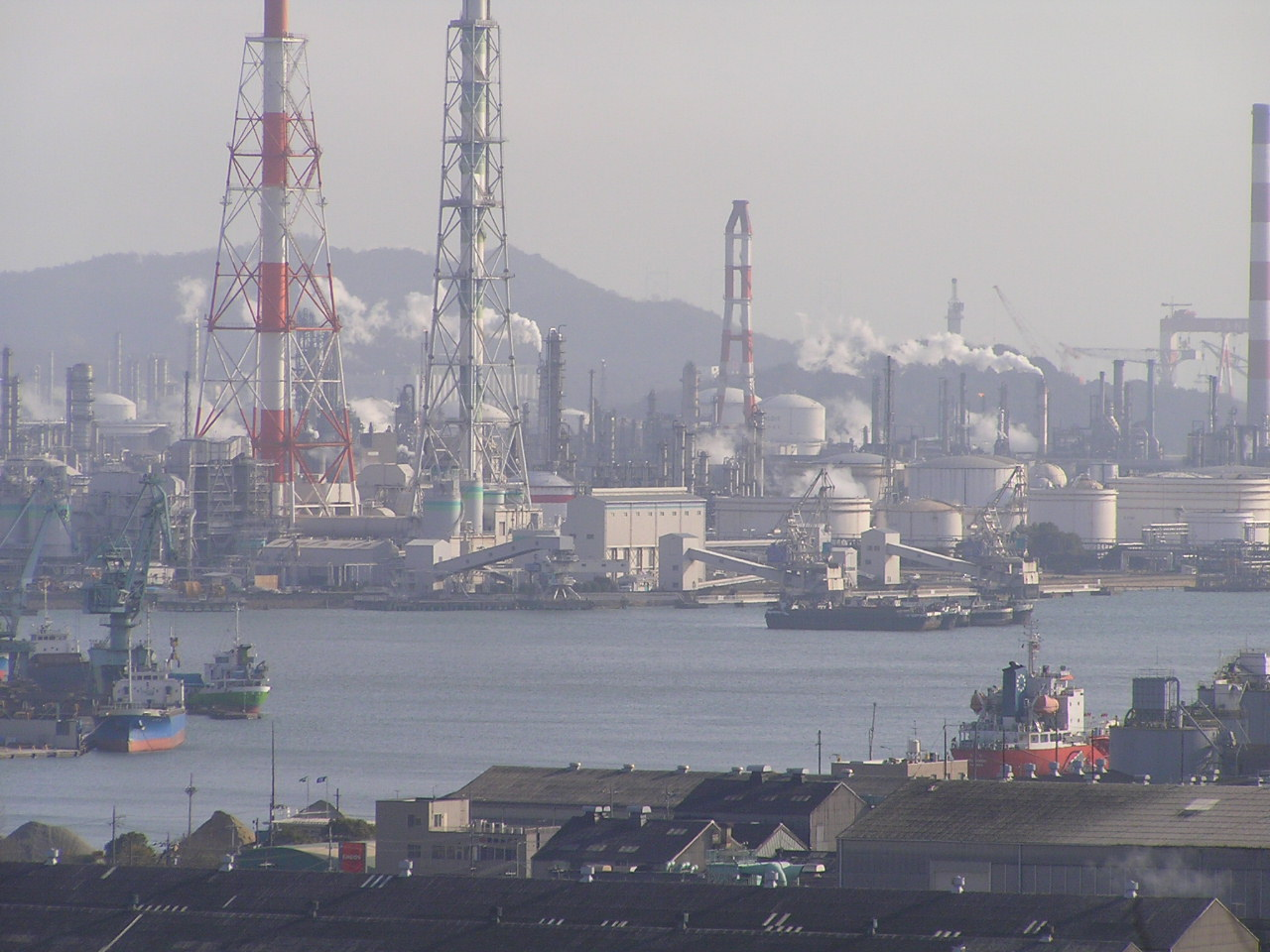
水島コンビナート

岡山平野の北部から中央部にかけては岡山市、倉敷市の中心市街地が位置し、現在では中四国最大となる人口約150万人を擁する岡山都市圏を形成している。また、東部から南部にかけては畑作や稲作が盛んに行われ、高品質のコメやイグサ、ナス、レンコンなどが栽培され、現在も中国地方一の穀倉地帯となっている。
一方で産業構造の転換を図って1970年代以降は瀬戸内海を埋め立て、岡山市に岡南工業地帯、倉敷市には水島コンビナートなどの工場地帯が造成された。同時に宅地化が進み、ベッドタウンが形成されている。
干拓地および埋め立て地はその多くがいわゆる海抜ゼロメートル地帯となっており、洪水や高潮等による浸水が懸念されている。実際に2004年（平成16年）の台風16号では、高梁川の河口付近の倉敷市玉島地区や岡山市の百間川河口付近で高潮による住宅の浸水などの被害が発生した。また、21世紀中に高い確率で発生が予測されている南海地震が発生した際は、干拓地の軟弱な地盤により液状化現象が発生する恐れがあると指摘されている。

## 構成

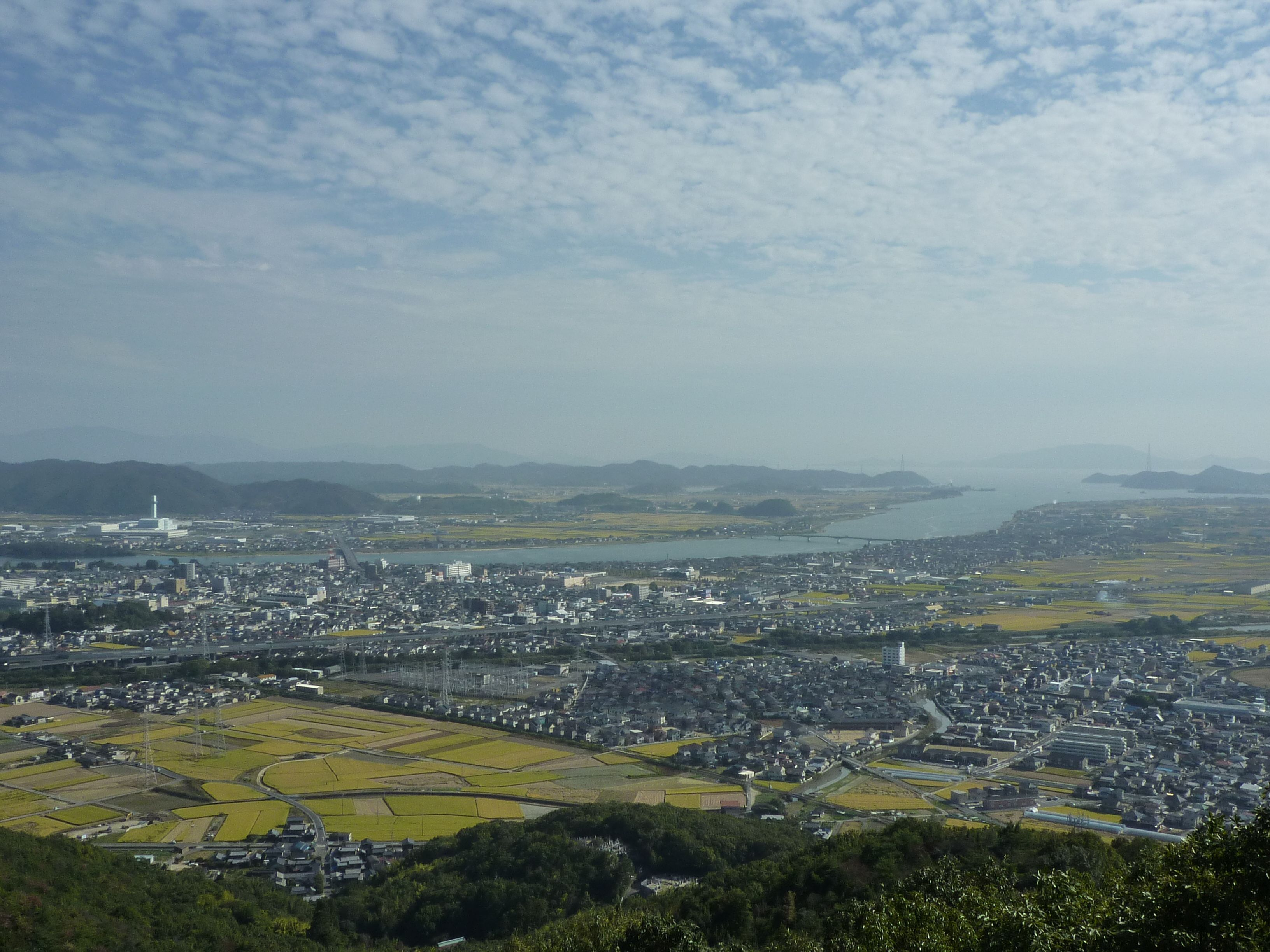
芥子山（岡山市東区）から南望した岡山平野東部
中央の河川は吉井川、注ぐ先は児島湾。この範囲には益野・松崎・金岡・沖・幸島の各新田が見える。

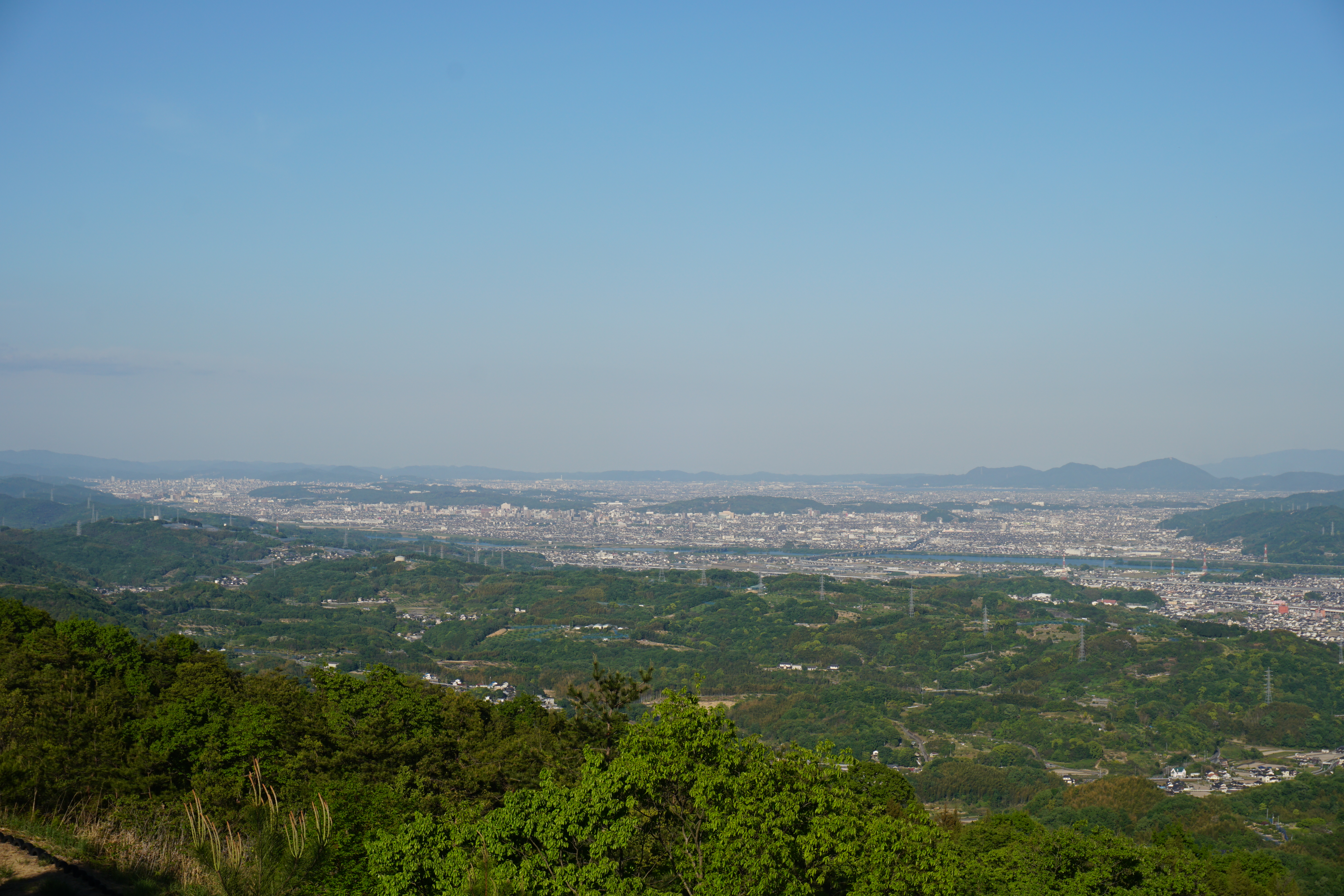
遙照山（浅口市）から見た岡山平野
中央に倉敷市倉敷地域、その奥に岡山市の平野部一帯を俯瞰できる。

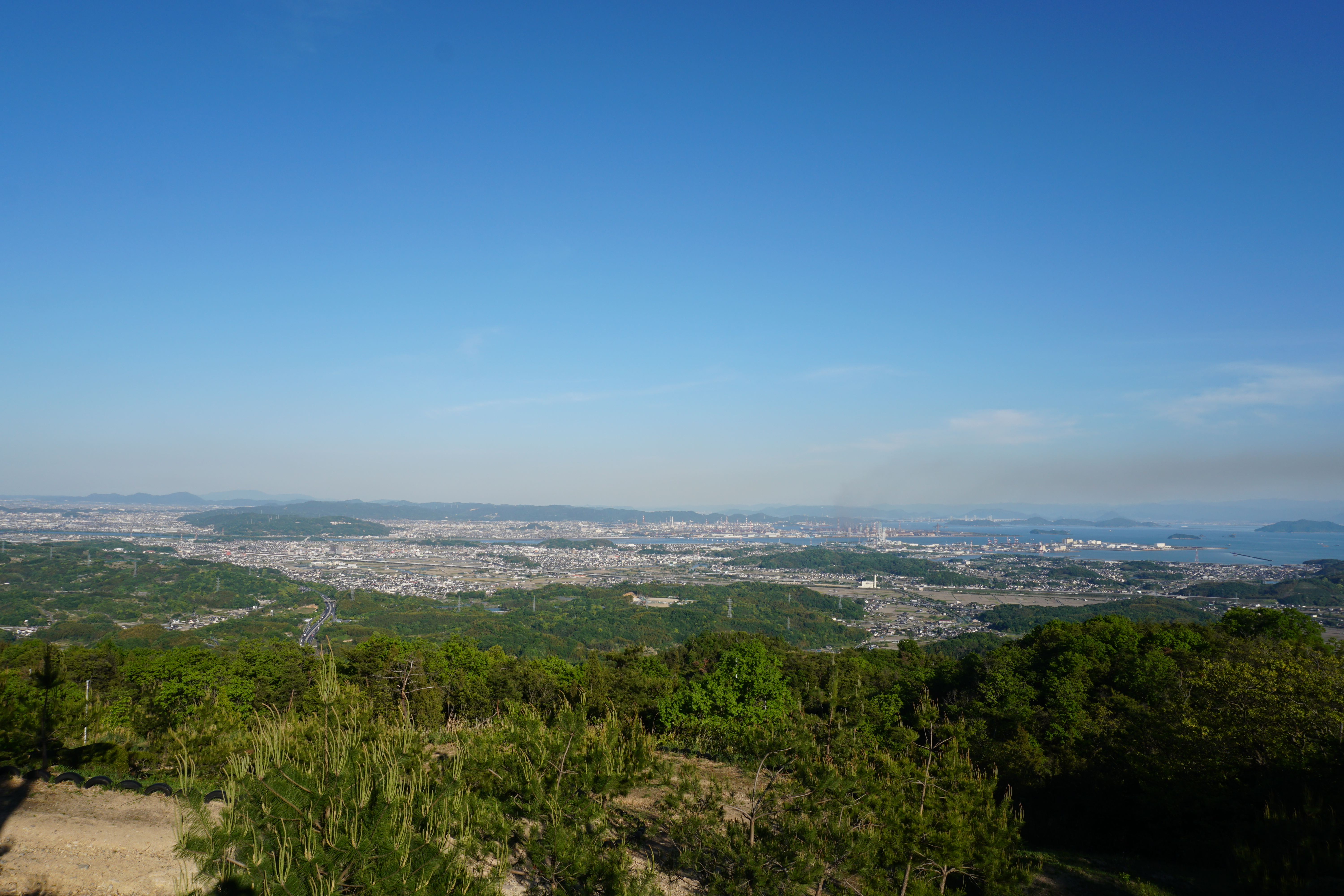
遙照山から見た岡山平野西部
中央を流れる高梁川を挟んで奥が倉敷市水島地域、手前が同市玉島地域。

岡山平野は、狭義では岡山市中部から倉敷市中部にかけての広大な平野部の事である（さらに倉敷市域部分は倉敷平野とも言う）が、広義では近接する平野部も含めた岡山県南部の平野部一帯の総称である。
以下は、広義での岡山平野の構成。
岡山平野（中義）
- 岡山平野（狭義）
  - 岡山市中部
    - 上道平野（旭東平野） - 岡山市中区
- 倉敷平野 - 倉敷市倉敷・庄
  - 水島平野 - 倉敷市水島

児島平野
- 倉敷市児島北部
- 玉野市北部
- 岡山市笹ヶ瀬川以南
- 倉敷市茶屋町
- 都窪郡早島町

備前平野
- 邑久平野（千町平野）
  - 瀬戸内市
- 西大寺平野 - 岡山市東区西大寺
- 赤磐平野
  - 赤磐市
  - 岡山市東区瀬戸町・上道地域東部

総社平野（吉備平野）
- 総社市
- 倉敷市真備町
- 岡山市北区高松

浅口平野（玉島平野）
岡山平野（中義）や倉敷平野の一部とされる事もある
- 倉敷市玉島・船穂町
- 浅口市
- 浅口郡

## 交通

### 鉄道
- 西日本旅客鉄道（JR西日本）
  - 山陽新幹線、山陽本線、赤穂線、津山線、宇野線、本四備讃線（瀬戸大橋線）、吉備線、伯備線
- 岡山電気軌道
  - 東山本線、清輝橋線
- 水島臨海鉄道
  - 水島本線、港東線、西埠頭線
- 井原鉄道
  - 井原線

### 道路
- 高速道路
  - 山陽自動車道
  - 岡山自動車道
  - 瀬戸中央自動車道
- 一般国道
  - 国道2号（岡山バイパス・玉島バイパス）
  - 国道30号
  - 国道53号
  - 国道180号
  - 国道250号